# Вінтер-Спрінгс (Флорида)
Вінтер-Спрінгс (англ. Winter Springs) — місто (англ. city) в США, в окрузі Семінол штату Флорида. Населення — 38 342 особи (2020).

## Географія
Вінтер-Спрінгс розташований за координатами 28°41′17″ пн. ш. 81°16′12″ зх. д. / 28.68806° пн. ш. 81.27000° зх. д. (28.688065, -81.269962).  За даними Бюро перепису населення США в 2010 році місто мало площу 38,32 км², з яких 37,99 км² — суходіл та 0,34 км² — водойми.

## Демографія
Згідно з переписом 2010 року, у місті мешкали 33 282 особи в 13 101 домогосподарстві у складі 9438 родин. Густота населення становила 868 осіб/км².  Було 14052 помешкання (367/км²).
Расовий склад населення:
| - 86,6 % — білих - 5,5 % — чорних або афроамериканців - 2,6 % — азіатів - 0,3 % — корінних американців - 0,1 % — вихідців з тихоокеанських островів - 2,7 % — осіб інших рас |

До двох чи більше рас належало 2,4 %. Частка іспаномовних становила 15,0 % від усіх жителів.
За віковим діапазоном населення розподілялося таким чином: 22,5 % — особи молодші 18 років, 64,2 % — особи у віці 18—64 років, 13,3 % — особи у віці 65 років та старші. Медіана віку мешканця становила 41,8 року. На 100 осіб жіночої статі у місті припадало 91,9 чоловіків;  на 100 жінок у віці від 18 років та старших — 88,1 чоловіків також старших 18 років.
Середній дохід на одне домашнє господарство  становив 86 631 долар США (медіана — 61 739), а середній дохід на одну сім'ю — 103 403 долари (медіана — 79 301). Медіана доходів становила 59 866 доларів для чоловіків та 41 318 доларів для жінок. За межею бідності перебувало 10,1 % осіб, у тому числі 16,5 % дітей у віці до 18 років та 5,6 % осіб у віці 65 років та старших.
Цивільне працевлаштоване населення становило 16 598 осіб. Основні галузі зайнятості: освіта, охорона здоров'я та соціальна допомога — 22,0 %, науковці, спеціалісти, менеджери — 16,7 %, роздрібна торгівля — 12,6 %, фінанси, страхування та нерухомість — 9,5 %.